# Gregoriaanse hervorming
De Gregoriaanse hervorming was de grote herstelbeweging in de Katholieke Kerk die onder leiding van het pausdom na de IJzeren eeuw werd ingezet. Het hoogtepunt van deze hervorming viel in de periode van circa 1049 tot 1122. Hoewel historici het erover eens zijn dat het herstel van de Kerk al tijdens het pontificaat van paus Leo IX begon, werd de beweging door Augustin Fliche vernoemd naar paus Gregorius VII (paus van 1073 tot 1085), een van de belangrijkste drijvende krachten achter deze hervormingsbeweging, hoewel deze zelf benadrukte dat deze hervorming naar Gregorius de Grote was genoemd. In deze periode werd met succes gestreden tegen onder andere simonie, nicolaïsme en lekeninvestituur. Aangezien de hervorming ook na het pontificaat van Gregorius VII nog lang aanhield, kan de naam "Gregoriaanse hervorming" misleidend lijken, omdat deze naam een periode van op zijn hoogst een paar decennia suggereert, terwijl de Gregoriaanse hervorming een periode van bijna drie eeuwen beslaat.
De Gregoriaanse hervorming kenmerkte zich door vier hoofdprojecten:
- De bevestiging van de onafhankelijkheid van de geestelijke stand: leken mochten niet ingrijpen in de benoemingen van de clerus. Het doorzetten van dit punt bleef niet zonder conflicten, met name tussen de paus en de keizer van het Heilig Roomse Rijk, die zich als de vertegenwoordiger van God op aarde beschouwde (investituurstrijd).
- De hervorming van de geestelijkheid, opdat deze meer respect zou afdwingen. De geestelijkheid werd voortaan beter opgeleid. De Kerk herbevestigde het celibaat voor de geestelijken en het christelijk huwelijk voor de leken.
- De bevestiging van de rol van de paus: vanaf de 11e eeuw bouwde de paus een gecentraliseerde structuur rond het pausdom op. In 1059 stelde paus Nicolaas II het College van Kardinalen in, dat voortaan de taak kreeg de nieuwe paus te kiezen. Daarnaast zien we de opkomst van de Romeinse Curie die controleerde wat er in de Kerk gebeurt. Ten slotte ging de paus een actievere rol spelen. Een van de bekendste pauselijke interventies was het decreet van 1059, waarin de pauselijke verkiezing werd hervormd en het nicolaïsme en de simonie werden verboden.
- De garantie van het werk van de monniken; zij kregen de controle over de Kerk. In die tijd was dit een zeer controversieel onderwerp.

## Historische context

### De Kerk in de 10e en 11e eeuw
Aan het einde van het eerste millennium deden invasies door Vikingen, Saracenen en Magyaren de Karolingische orde in West-Europa op zijn grondvesten schudden. In de 10e eeuw maakte de Ottoonse dynastie, die men later het Heilige Roomse Rijk ging noemen, zich meester van de erfenis van de Karolingers. Keizer Otto I intervenieerde in de aangelegenheden van andere staten en ook in religieuze zaken. Zo zette hij twee pausen, Johannes XII en Benedictus V af. Zijn kleinzoon keizer Otto III liet zijn voormalige leermeester Gerbert van Aurillac tot paus benoemen. Hij nam de naam paus Sylvester II aan.
Meer in het algemeen karakteriseert Jacques Le Goff de 11e-eeuwse christenheid door de ineenstorting van de Karolingische organisatie en de verdwijning van de invloed van het pausdom: de aantasting van de wereldlijke macht van de Kerk was niet alleen het werk van de keizer, maar in meer algemene zin kregen machtige leken een grotere invloed op de Kerk. Het gevolg was een handel in kerkelijke ambten. Sommige priesters verkochten de sacramenten en hielden zich bezig met de handel in relieken. Hieraan ontleenden zij soms aanzienlijke inkomsten. Dit wordt simonie genoemd. De keizers van het Heilige Roomse Rijk eigenden zich het recht toe om tussen te komen bij de benoeming van bisschoppen en abten. De Capetingische koningen verkochten bisdommen en na de verovering verdeelden de Normandische koningen de Engelse bisdommen onder hun getrouwen. Daarnaast werd het in Frankrijk, Duitsland en Italië gebruikelijk dat priesters in het huwelijk traden.

### De crisis in de Kerk (10e en 11e eeuw)
Met de afname van de Karolingische macht en de invasies van de Vikingen in het Westen kreeg de Kerk te maken met verschillende gradaties van pijn en wanorde:
- De feodalisering van de geestelijkheid: vele bisschoppen en abten werden heren; prelaten gingen deel uitmaken van het feodale vazallensysteem. In het oosten van het huidige Frankrijk vormden zich kerkelijke vorstendommen. De aartsbisschop van Reims werd zeer machtig en beschikte over grafelijke bevoegdheden (hij kon iemand in de ban doen en had het recht om geld te munten en de belastingen te verhogen). Zij moesten het garanderen van de veiligheid van hun domein in eigen hand nemen.

Landelijke parochies vielen in handen van heren of eenvoudige ridders die hun vaak weinig geschoolde dienaren en soms ook lijfeigenen als priesters aanstelden.

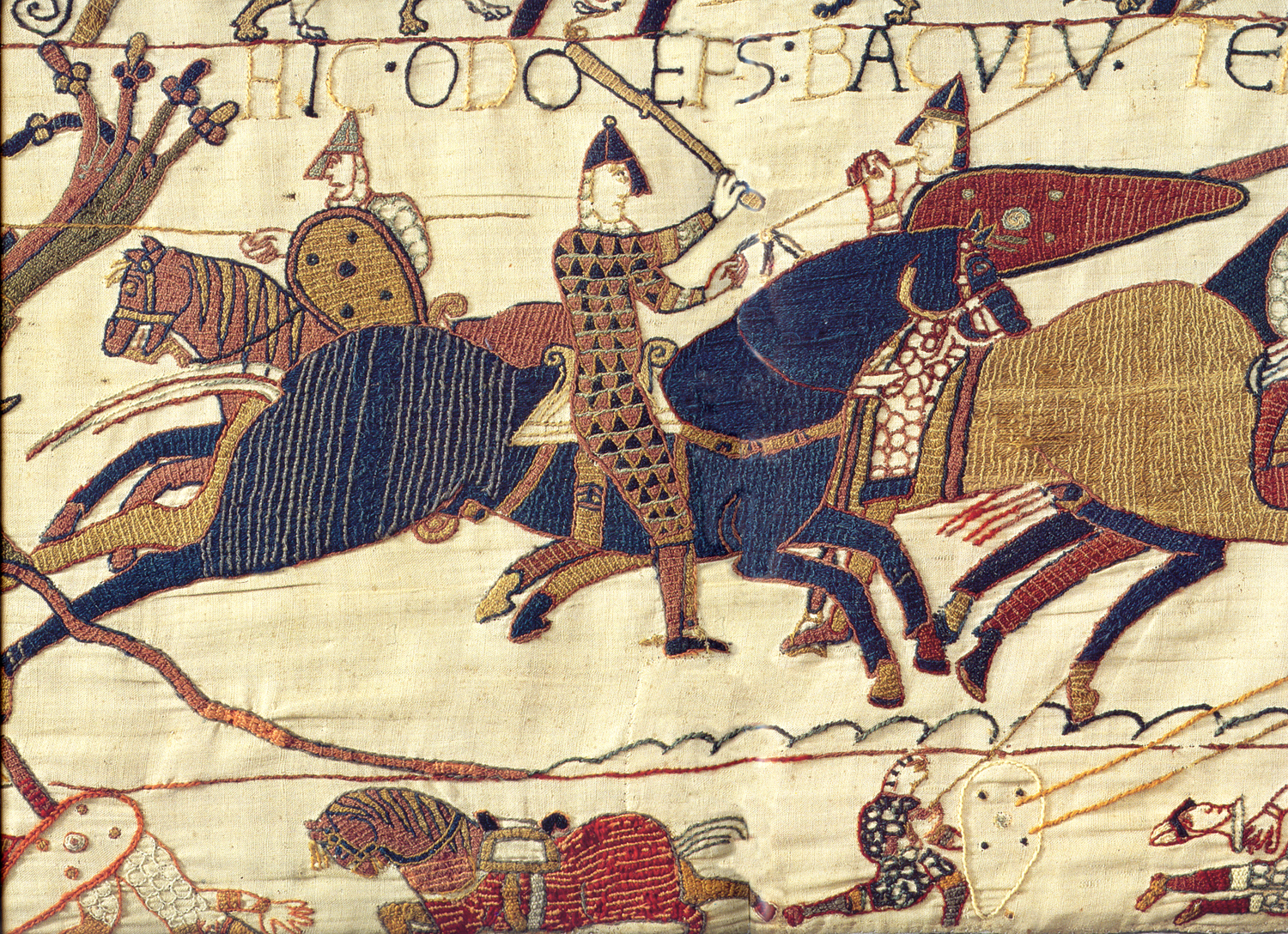
Odo van Bayeux met de troepen van Willem tijdens de Slag bij Hastings (tapijt van Bayeux)

In het westen van het koninkrijk controleerden de heersers hun geestelijken: de hertog van Normandië gaf de investituur bijvoorbeeld aan de bisschoppen in zijn vorstendom. De bisschoppen werden daarmee de vazallen van de hertog en moesten daarom dezelfde diensten vervullen als de lekenvazallen, daaronder de ost, dat wil zeggen de gewapende dienst. Sommige geestelijken namen ook deel aan gevechten. We zien dat Normandische bisschoppen in 1066 deelnamen aan de Slag bij Hastings, hieronder bisschop Odo van Bayeux, een halfbroer van de hertog van Normandië, en Geoffroy van Montbray, bisschop van Coutances. De geestelijken verwijderden zich van hun pastorale en religieuze functies.
- Het nicolaïsme openbaarde zich in sommige bisdommen: het principe van het celibaat en kuisheid werd op verschillende plaatsen niet langer nageleefd. In Normandië en Bretagne had aartsbisschop Robert van Evreux, uit de hertogelijke dynastie, een zoon, de graaf van Evreux.
- Op een paar uitzonderingen na (het hertogdom Normandië bijvoorbeeld) tierde de simonie welig. Priesters verkochten sacramenten en gaven zich over aan de handel in relikwieën. Hieraan werd flink verdiend. Een van de bekendste zondaars was Manasses van Reims.
- Het verschijnen van ketterijen bleef nog beperkt en werd niet specifiek benoemd. In 1022 veroordeelde Robert de Vrome, de koning van Frankrijk, een aantal ketters tot de brandstapel.

Geconfronteerd met al deze problemen probeerden sommige kloosters vanaf de jaren 1020 (hervorming van Cluny) de orde te herstellen. Vanaf het pontificaat van paus Leo IX werd ook vanuit Rome ingegrepen.

### Het begin van de vernieuwing
De in 909 opgerichte Abdij van Cluny gaf het signaal van de hervorming. De abdij stond aan het hoofd van de Orde van Cluny die haar hervorming van de Regels van Benedictus aan vele kloosters oplegde. Aan het einde van de 11e eeuw waren er meer dan 1200 Cluny-kloosters in Frankrijk, het Heilige Roomse Rijk en Italië. Cluny kreeg een bijzondere uitstraling binnen de christenheid. Wat nieuw was aan de orde van Cluny is dat deze orde onafhankelijk was van elke burgerlijke of religieuze autoriteit.
Het pausdom emancipeerde zich vanaf 1049, de uitverkiezing van de paus Leo IX, van het keizerrijk. Leo IX werd op advies van Hildebrand door keizer Hendrik III gekozen. Hildebrand was de meest overtuigde voorvechter van de onafhankelijkheid van het pausdom.
Dit was een tijd waarin de spanningen vooral hoog opliepen tussen de keizer en de Romeinse bevolking, die er niet voor terugdeinsde om door de keizer benoemde pausen te vermoorden. Onder invloed van de cluniacenzer hervorming had Leo IX de mogelijkheid om zich ook door het Romeinse volk te laten kiezen.
Leo IX benoemde op zijn beurt Humbert van Moyenmoutier, ook een groot voorstander van de uitbreiding van de pauselijke macht, tot zijn adviseur. Hij benoemde Hildebrand tot subdiaken en maakte hem verantwoordelijk voor de administratie van de inkomsten van de Heilige Stoel. Om de suprematie van de paus te onderbouwen zocht men vroeg in het pontificaat van Leo IX naar Bijbelteksten die de preëminentie van de opvolger van Petrus ondersteunden. Een opvolger van Leo IX, paus Nicolaas II, vertrouwde de uitverkiezing toe aan een College van Kardinalen. Na het bewind van paus Alexander II, die werd geconfronteerd met een tegenpaus, werd Hildebrand in 1073 tot paus verkozen. Hildebrand nam de naam van paus Gregorius VII aan. Door een eenvoudige mededeling stelde hij keizer Hendrik IV op de hoogte van zijn verkiezing.

## Voetnoten
1. ↑  Zie voor enige nuancering echter: I.S. Robinson, Reform and the church, 1073-1122, in D. Luscombe - J. Riley-Smith (edd.), The New Cambridge Medieval History, IV.1, Cambridge, 2004, p. 302. Gearchiveerd op 18 juli 2023.
2. ↑  D. Walsh Pasulka, Heaven Can Wait: Purgatory in Catholic Devotional and Popular Culture, New York, 2015, p. 63. Gearchiveerd op 18 juli 2023.
3. 1 2  Antonin-Marcel Henry en Jean Chélini, La longue marche de l'Église, Elsevier-Bordas, 1981, pp. 198-200.
4. ↑  J. Le Goff, Le Christianisme médiéval en Occident: du concile de Nicée (325) à la Réforme (début du XVIe siècle), in H.-C. Puech (ed.), Histoire des religions, II, Parijs, 1972, pp. 811-815.
5. ↑  J. Le Goff, Le Christianisme médiéval en Occident: du concile de Nicée (325) à la Réforme (début du XVIe siècle), in H.-C. Puech (ed.), Histoire des religions, II, Parijs, 1972, p. 807.
6. ↑  P. Alfaric, Un pape alsacien: Léon IX d'Eguisheim, in Annuaire de la Société Historique, Littéraire et Scientifique du Club Vosgien 1 (1933).